# Rinko Kikuchi
Rinko Kikuchi (菊地 凛子=Kikuchi Rinko, egentligt Yuriko Kikuchi født 6. januar 1981) er en japansk skuespiller og model.
Kikuchi blev berømt for det internationale publikum, da hun spillede den døve skolepige Cheiko i filmen Babel (2006). Denne rolle resulterede i både en Golden Globe-nominering og en nominering til Oscar for bedste kvindelige birolle. Udover en række japanske film har hun også spillet i internationale film som The Brothers Bloom (2008) og Norwegian Wood (2010).

## Privatliv
Hun har siden 2014 været gift med skuespilleren Shōta Sometani.

## Udvalgt filmografi
- 2004 – Survive Style 5+
- 2006 – Babel
- 2008 – The Brothers Bloom
- 2009 – Assault Girls
- 2009 – Map of the Sounds of Tokyo
- 2010 – Shanghai
- 2010 – Norwegian Wood
- 2011 – At River's Edge
- 2013 – Pacific Rim
- 2013 – 47 Ronin
- 2014 – Kumiko, the Treasure Hunter
- 2015 – Nobody Wants the Night